# Vuorgutshokka
Vuorgutshokka är en kulle i Finland. Den ligger i Utsjoki kommun och landskapet Lappland, i den norra delen av landet, 1 000 km norr om huvudstaden Helsingfors. Toppen på Vuorgutshokka är 461 meter över havet.
Terrängen runt Vuorgutshokka är platt åt sydost, men åt nordväst är den kuperad.  Trakten runt Vuorgutshokka är nära nog obefolkad, med mindre än två invånare per kvadratkilometer. Närmaste större samhälle är Karigasniemi, 10,1 km norr om Vuorgutshokka. Omgivningarna runt Vuorgutshokka är i huvudsak ett öppet busklandskap.